# Banc d'Arguin nationalpark
Banc d'Arguin nationalpark (franska: Parc National du Banc d'Arguin) ligger på Mauretaniens kust mellan Nouakchott och Nouadhibou.  

## Klimat
Klimatförhållandena i området är arida. Årsmedeltemperaturen i trakten är 26 °C. Den varmaste månaden är september, då medeltemperaturen är 30 °C, och den kallaste är januari, med 19 °C. Genomsnittlig årsnederbörd är 51 millimeter. Den regnigaste månaden är augusti, med i genomsnitt 27 mm nederbörd, och den torraste är mars, med 1 mm nederbörd.

## Fågelliv
Platsen är en viktig häckningsplats för flyttfåglar. En rad olika arter kommer hit bland andra flamingo, myrsnäppa, pelikan och tärna. Större delen av häckningen sker på sandbankarna och öarna Tidra, Niroumi, Nair och Kijji. De omkringliggande vattnen är rika på fisk vilka föder såväl fåglarna som ett antal fiskebyar. Nationalparken är ett världsarv sedan 1989.